# Штучне право
Штучне право — це право, що створене людьми і є протилежністю до понять «природне право» або «Закон Божий».
Європейська та американська концепції рукотворних законів кардинально змінилася в період від Середньовіччя до наших днів. У Томістському вченні закон, створений людьми, був найнижчою формою права, сучасні концепції вважають штучне право найважливішим. У СРСР не визнавали таких понять як божественне або природне право. У декількох ісламських країнах право, створене людьми, дотепер вважається частиною божественного закону.

## Філософські концепції

### УГегельянстві
Професор Гайнц Мохнаупт відносить  штучне право до концепції Гегеля Rechtsgesetze, де Гегель протиставляє це право до Naturgesetz або природного права. З точки зору Гегеля, згідно з Мохнауптом, створене людиною правою «не абсолютне» і створюється людьми для регулювання своїх дій і поведінки. Воно «має бути загальновідоме» та «повинне враховувати його антропологічне визначення і […] його хронологічне визначення». Створені людьми закони є непостійними, бо їх змінюють з плином часу, щоб адаптувати до мінливих умовах.

### У творах Фоми Аквінського
Фома Аквінський викладав концепцію Людського права поряд з природним законом і вічним законом у своїй «Сумі теології». Фома стверджував верховенство природного права над створеним людиною правом, бо там, де воно «знаходиться в суперечності з законами природи, там не право, але зіпсоване право». Результатом таких конфліктів є те, що штучий закон «не зобов'язує до суду совісті»([[#CITEREF|]]). Теоретики природного права заперечували право, створене людьми, протягом багатьох років, бо воно суперечить тому, що є природними або божественними законами.

#### Lex humana versus lex posita
Фома Аквінський об'єднав право, створене людьми (лат. lex humana) і позитивне право (лат. lex posita or ius positiva). Проте, існує тонка різниця між ними. Позитивне право розглядає право з позиції його законності. Позитивне право — це право на волю, тому не може в однаковій мірі бути божественного позитивного права, так і створеного людиною позитивного права. У «Summa contra Gentiles» Фома пише про божественне позитивне право, де він говорить «Si autem lex sit divinitus posita, auctoritate divina dispensatio fieri potest (якщо право надане Богом, управління може бути надано Божественною владою)» та «Lex autem a Deo posita est» (Але право було створене Богом). Мартін Лютер також визнав ідею божественного позитивного права.
У томізмі концепція штучного права, навпаки, розглядає закон з іншої точки зору. Вона розглядає його з позиції свого походження. lex humana або інколи humanitus posita — закон скоріше зроблений людиною, аніж Богом (лат. lex divina).
Фома Аквінський стверджував, що несправедливий закон — це людський закон, який не закорінений у вічному законі і природному праві. Будь-який закон, який підносить людську особистість — це справедливо.

## Історичні зміни: від нижчого рангу до вищого законом
Європейська та американська концепції права, створеного людьми, кардинально змінились у період від Середньовіччя до наших днів. У томістів Середньовіччя штучне право було найнижчою формою права. Вище були lex naturalis, the lex divina та the lex aeterna. Право, створене людьми, мало владу тільки там, де було створене, і конкурувало з «вищими» законами.
Упродовж століть ця ідея була повністю переосмислена. Наразі штучне право вважають основою і вищим законом, оскільки воно створено людиною та закріпилось у супільному житті завдяки поняттю «суверенітет народу».
Теорія права в СРСР не визнавала божественного або природного права. Єдиний закон, створений державою, існував відповідно до марксистської правової теорії.
Хоча  офіційно не визнається вищість будь-якого іншого права над штучним, у деяких країнах, як США, божественний закон все ще посідає чільне місце у дискрусі. Наприклад: Мартін Лютер Кінг-молодший, у своєму листі з Бірмінгемської в'язниці процитував Фому Аквінського, щоб зазначити, що закон несправедливий:
"Справедливий закон - це право, зроблене людиною, яке відповідає моральному закону або закону Божому. Несправедливий закон - це код, який не відповідає моральному закону.  Цитуючу Фому Аквінськогоː несправедливий закон - це  закон, який створено людьми,  але який не вкорінено у вічний закон і природне право ".— King, 1963
У декількох ісламських країнах штучне право зараз вважається частиною божественного закону у вигляді шаріату. У цій правовій теорії, суверенною владою є Аллах, а не люди, і Богом створений закон має пріоритет над законом, створеним людьми. (повне юридичне положення шаріату — це комплекс, який змінюється від країни до країни, і розглядається по-різному різними групами. Для більш широкого обговорення дивіться статтю — шарія).